# Bodie (Kalifornia)

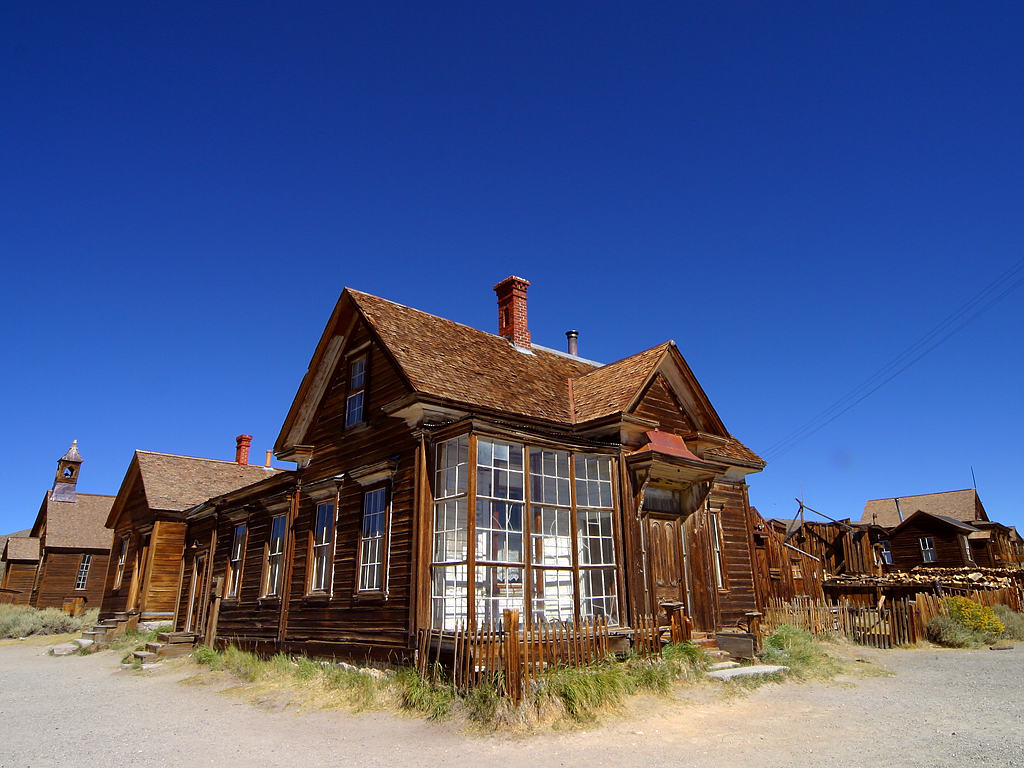
Centrum Miasta

Bodie – miasto w Bodie Hills na wschód od pasma górskiego Sierra Nevada w hrabstwie Mono w stanie Kalifornia. Jest położone około 120 kilometrów na południowy wschód od jeziora Tahoe, 19 km na wschód-południowy wschód od Bridgeport, na wysokości 2553 m n.p.m.
Bodie stało się szybko rozwijającym miastem w 1876 roku po odkryciu rentownej linii wydobywczej złota. W 1879 r. zamieszkiwało go około 7 tysięcy osób. Miasto podupadło w kolejnych dziesięcioleciach i w 1915 roku zostało nazwane miastem duchów. W 1961 roku najprawdopodobniej wyprowadził się ostatni mieszkaniec tego miasta.
W 1962 Kalifornijski Departament Parków i Rekreacji uznał Bodie za narodowy historyczny punkt orientacyjny.